# Szombathely–Szentgotthárd-vasútvonal
A Szombathely–Szentgotthárd-vasútvonal a GYSEV vasútvonala, a közforgalmú menetrendekben 21-es szám alatt szerepel. A Rába folyó völgyében futó, 55,4 km hosszú, egyvágányú, 25 kV 50 Hz-cel villamosított vasútvonal az Alpokat keletről elkerülő Bécs–Sopron–Szombathely–Szentgotthárd–Graz korridor magyarországi szakaszának része. A felsővezeték 2010. december 2-án lett üzembe helyezve. Ausztria felé Steirische Ostbahn néven folytatódik tovább.

## Története
A vasútvonalat a Magyar Nyugati Vasúttársaság építette a Székesfehérvár–Szombathely–Graz fővonalának részeként. A vasúttársaságot 1870. május 18-án alapító pesti Magyar Általános Hitelbank és a bécsi Weikersheim M. H. és társa bank a vasútvonal építésére az 1869. évi V. törvénycikk alapján kapott engedélyt. A vasúttársaság gyors ütemben építette ki vasútvonalait, a Szombathelytől az akkori országhatárig, Gyanafalváig (ma Jennesdorf) tartó vonalszakasz műtanrendőri bejárására 1872. augusztus 26-án került sor. A 65 km hosszú vonalszakaszt 1872. szeptember 1-jén nyitották meg a forgalomnak.
Az eredeti vonalvezetés terve szerint Kisunyomból a vasútvonal nyugati irányban volt kijelölve Jákon át Nagykölked felé és onnan haladt volna Körmendre. Hodossy József sároslaki (ma Egyházasrádóc része) vasútépítő mérnök ügyeskedése folytán a végleges nyomvonalat azonban Egyházasrádóc felé jelölték ki, bár a módosított terv szerint sokkal nehezebb terepviszonyok közepette kellett építkezni. Azt, hogy nem Rábaszentmihályon (mai nevén Vasszentmihály) lett a vasútállomás, hanem Rátóton, az itt birtokos Széll Kálmán pénzügyminiszter döntötte el.
A fővonalként megépített vasútvonalon vágánymezőnként 7 - 8 db tölgy talpfára 6,5 m hosszú, 32,5 kg/fm tömegű, „a” jelű vassíneket fektettek, a 30 cm vastag ágyazatot bányakavicsból készítették. A Pinka felett 25,0 m-es, a Lapincs felett 37,4 m-es rácsszerkezetű fahidakat építettek. Szombathely alatt a Perint-patakot 9×10 m-es támaszközű fagerenda híddal keresztezték.
Szombathelyen 2012. október 18-án ünnepélyesen átadták az összesen 3 szintes Csaba utcai felüljáró rendszert. A beruházás 2,5 milliárd forintból épült 2011. május és 2012. október között. Magába foglal egy 155 m hosszú 2x1 sávos közúti felüljárót a Szentgotthárd felé menő és a Szombathely–Nagykanizsa-vasútvonal felett, áthidalva a Mikes Kelemen és Sólyom utcákat is. A gyalogosok és kerékpárosok közös aluljárót kaptak a vasútvonalak alatt, amelynek hossza 52 m. A beruházás a Sopron-Szentgotthárd vasúti projekt része volt.
2013. december 11-én átadták a Körmend vasútállomásán épült gyalogos felüljárót és a vonalon elkészült P+R parkolókat.
2023. május 1-től a személyvonatok Szombathely-Szőlős, Horvátnádalja, Rátót, Haris megállóhelyeken csak feltételesen állnak meg (az InterCity vonatokra a feltételes megállási rend nem vonatkozik).

## Napjainkban
A 2010–2011-es menetrend 3. számú módosításától kezdve jelentősen nőtt a sebesség és így csökkentek a menetidők. Fontos változás továbbá, hogy bevezették az ütemes menetrendet. A módosítás előtt a vonatok jellemzően 1 óra 10 perc alatt tették meg a Szombathely - Szentgotthárd közti 54 km -es távot. Így az eddigi 46,286 km/h átlagsebesség 70,435 km/h lett, ami kb 24 km/h növekedés. Az eljutási idő 24 perccel csökkent, az utasok ezt veszik észre leginkább.
A Szombathely–Szentgotthárd-vasútvonalon 2012-ben folyamatban volt 9 állomás felújítása, autóbusz kapcsolatának javítása és parkolók, kerékpártárolók építése. Körmend felújított vasútállomását 2012. december 18-án nyitották meg.

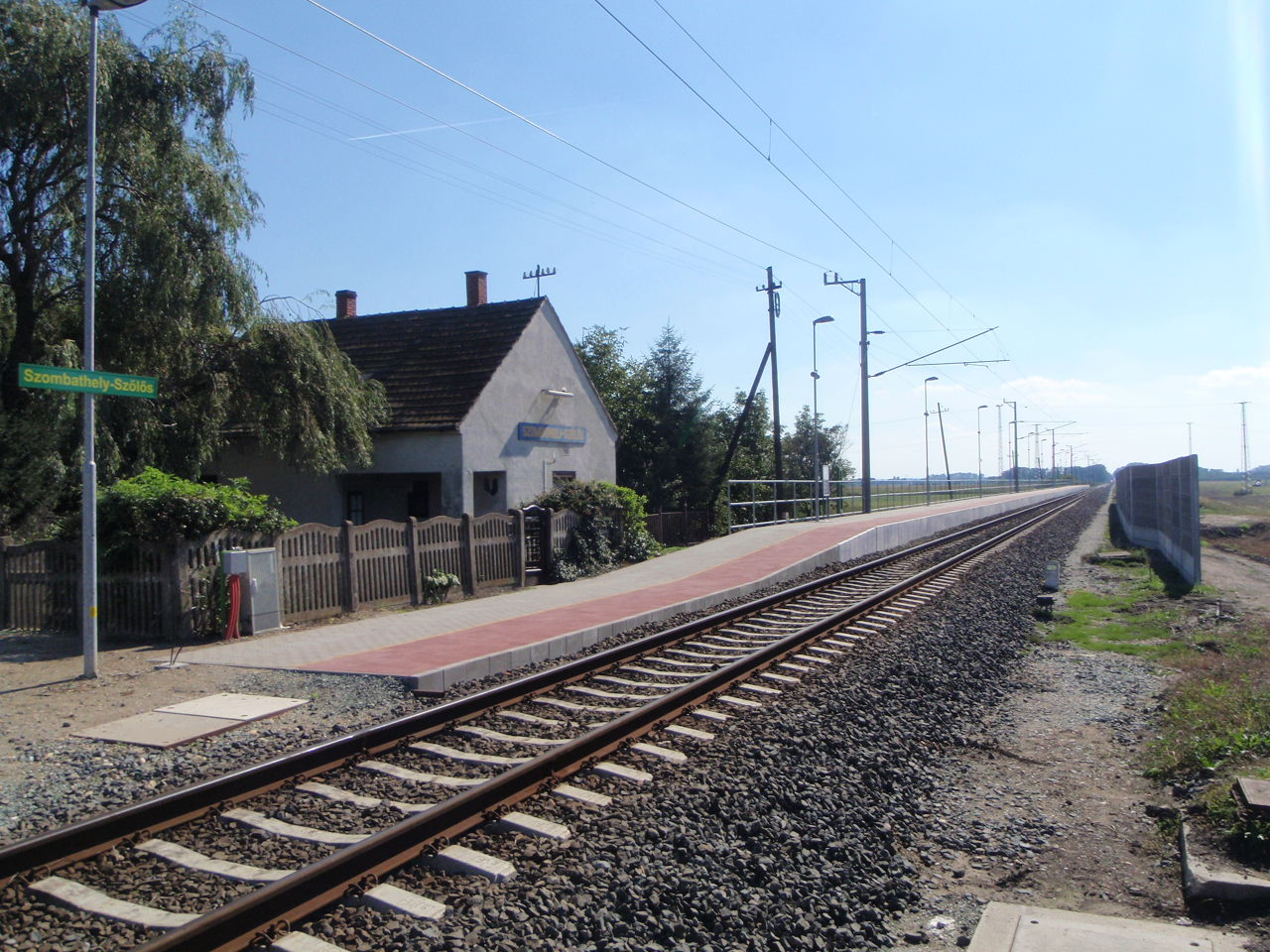
Újjáépített Szombathely-Szőlős vasúti megálló

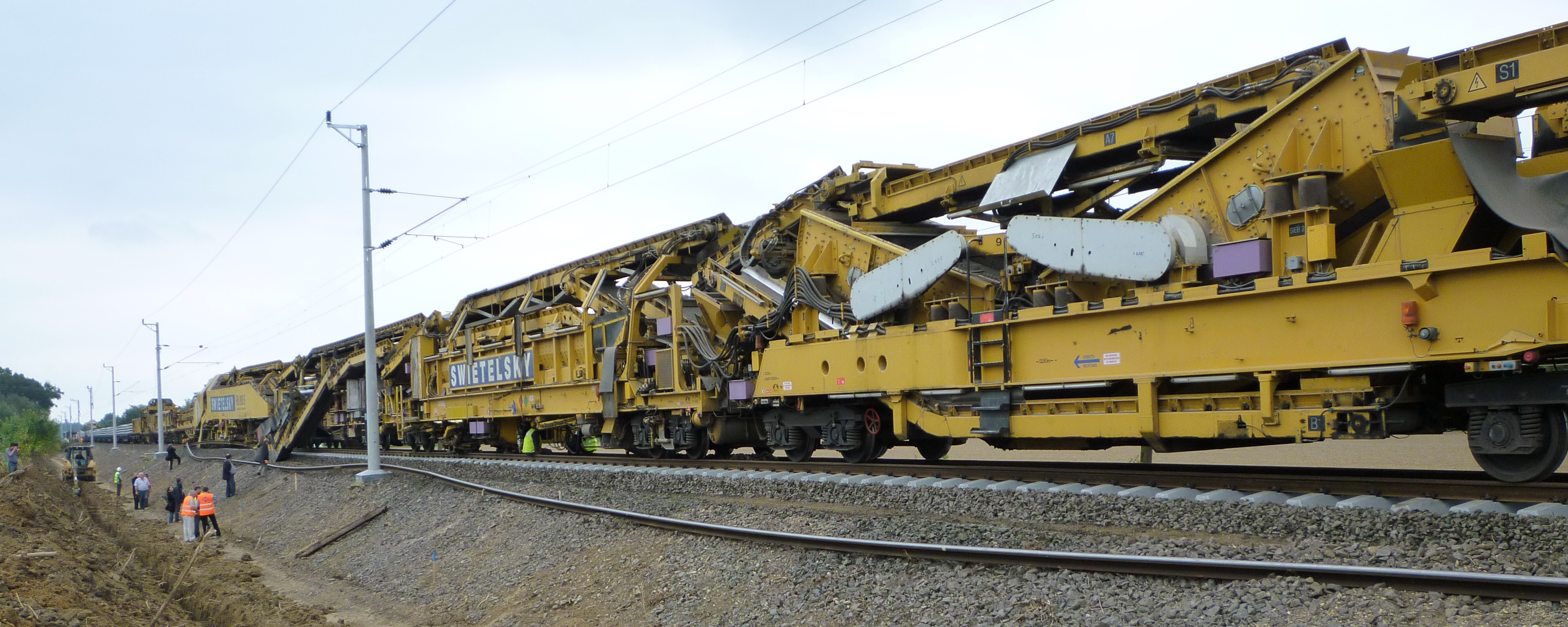
Plasser & Theurer RU 800 S típusú átépítővonat Rátót és Alsórönök között, 2010 szeptemberében

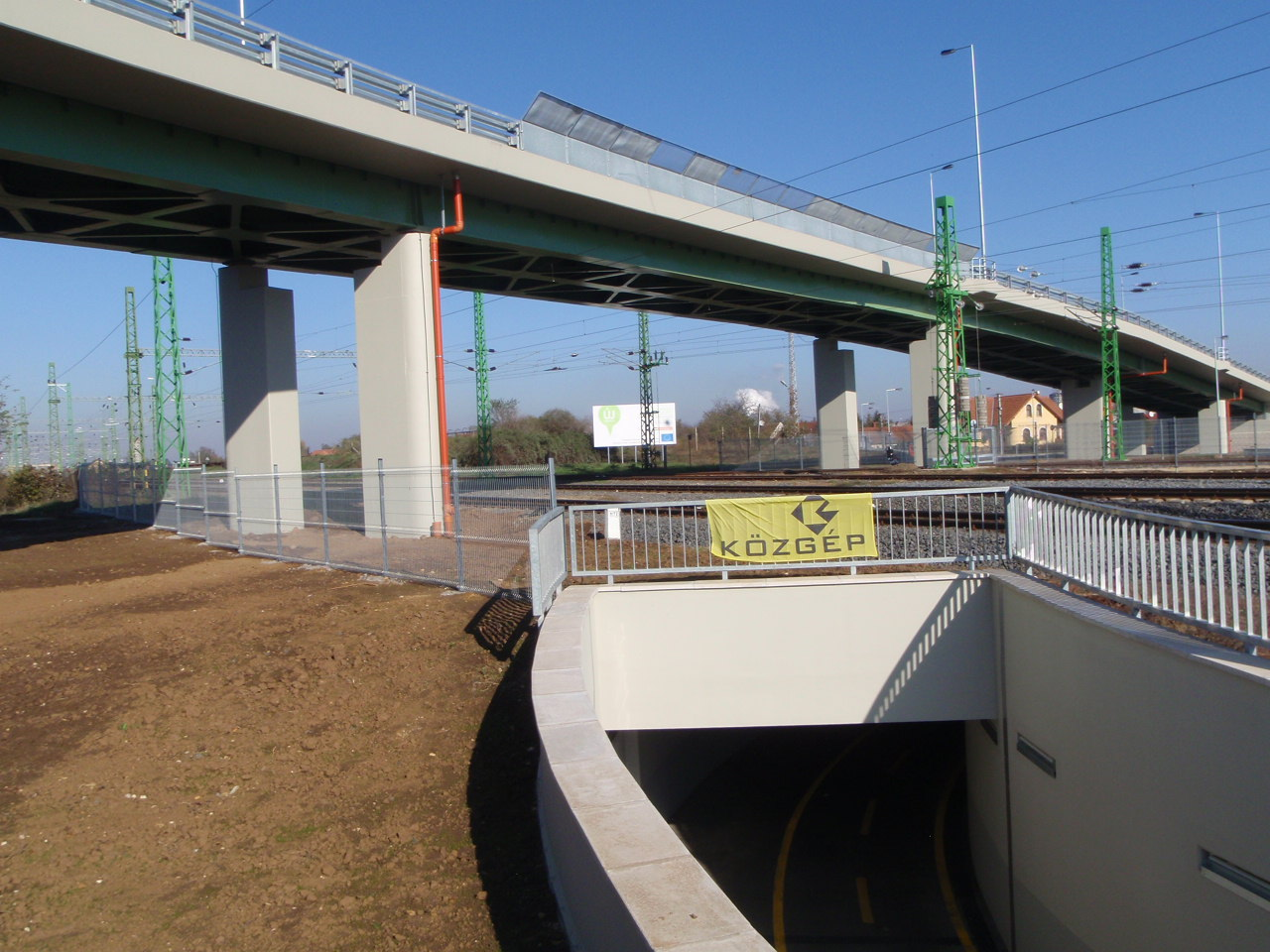
Szombathely, a Csaba utcai alul- és felüljáró

A GYSEV – hosszas előkészítés után – 2006 decemberében vette át a MÁV-tól fejlesztésre és üzemeltetésre a kincstári tulajdonban lévő Szombathely–Körmend–Szentgotthárd pályaszakaszt. Az utasok szinte azonnal tapasztalhatták, hogy a GYSEV valóban fejleszteni jött: kényelmes, korszerű vonatok álltak hadrendbe. A pályafejlesztés megindításához azonban hosszas előkészítő munka várt a vállalatra, illetve az Európai Unió jóváhagyását is meg kellett szerezni.
A GYSEV 2007 tavaszán kezdett hozzá a műszaki és pénzügyi előkészítéshez. Tízezer munkaóra alatt 2600 oldalnyi dokumentációt, összesen 9 köbméternyi tervet készítettek el a szakemberek. A munka eredménye először a kormányt győzte meg 2008 telén arról, hogy a fejlesztésnek van jövője, ezt követően 2009 első heteiben küldték el az Európai Unió illetékes bizottságához a programot. 2009 augusztusában pedig végleg zöldre váltott a szemafor. Brüsszel a költségek 85 százalékát állja, ami egyedülálló támogatási arány a fejlesztési programok között.
A kivitelezők újszerű technológiát alkalmazva, feszített tempóban dolgoznak a vasútfejlesztési projekten, amely egyébként elsőként nyert el ebben a „műfajban” uniós támogatást. Ez az első olyan vasúti projekt a 2007–2013 közötti időszakra az egész unión belül, amelyet az EU támogatásra érdemesnek tartott. A közel 50 milliárd forintos fejlesztés első lépéseként 2009. szeptember elején indult meg a kivitelezés Szombathely–Körmend között. 2010 első felében a Harka–Szombathely szakaszon zajlott a kivitelezés. A napjaink legkorszerűbb vasútépítési technológiájának számító 600 méteres géplánc dolgozik az érintett szakaszokon, hogy a munkálatok a lehető legkevesebb vágányzárral és közlekedési fennakadással járjanak.
Ahhoz, hogy a beruházáshoz használt anyagmennyiségek munkaterületre juttatása minél gördülékenyebben történjen, a kivitelezőknek komoly szállítói kapacitást kellett koncentrálniuk igen rövid idő alatt, tekintettel arra is, hogy például az ún. hosszúsínek 120 méteresek. Ezért választották a tervezők a rekonstrukcióhoz a Magyarországon még szokatlan nagygépes technológiát, amely révén a szállítási igények – a közúti forgalmat is kímélve – jelentősen csökkenthetők.
A tervek szerint 2011 második felében fejeződött be a vonalfelújítás. Az utazóközönség számára a legérzékelhetőbb előny a pályasebesség mintegy ötvenszázalékos növekedése, 80-ról 120 km/h-ra. Ehhez a Sopron–Szombathely–Körmend–Szentgotthárd vonalon új elektronikus biztosítóberendezéseket kellett megépíteni. Nemcsak a gyorsaságot, hanem a környezeti értékek megőrzését is szolgálja a Szombathely–Körmend–Szentgotthárd vonalszakasz villamosítása, ezzel 2011 végére a GYSEV összes vonalán villamos vontatás lesz.
Az utazási komfortot javítja, hogy a vasútvonalon mindenhol 30-ról 55 centiméterre emelik a peronok magasságát. Lövő, Csákánydoroszló, Alsórönök, Szentgotthárd állomásokat pedig az európai uniós szabványnak megfelelően – hogy hosszú teherszerelvényeket fogadhassanak – 750 méteresre hosszabbítják meg. A beruházás során a vonalon található Pinka-hidat és Lapincs-hidat is teljes egészében felújították. A projektnek része két, külön szintű kereszteződés megépítése is.
Sopronban a Kőszegi útnál közúti aluljáró épül a vágányok alatt, ahol a kerékpáros- és gyalogosforgalom külön műtárgyakon halad át, Szombathelyen a Csaba utcánál közúti felüljáró épül a vágányok felett, itt a gyalogos- és kerékpáros-forgalom aluljáróban bonyolódik, így teszik biztonságosabbá a kereszteződéseket, és gördülékenyebbé a két város közlekedését. A korszerűsített vonalakon a GYSEV négy, új beszerzésű motorvonattal bonyolítja a forgalmat – ezek 2012-től állnak munkába. A projektnek köszönhetően a vasútvonal korszerűsítése közel 300 embernek ad munkát az elkövetkező közel két évben.
A projekt megvalósulása során a környezetvédelmi szempontok is érvényesülnek, hiszen a munkálatok befejezését követően a GYSEV összes vasútvonalán villamos vonatok közlekednek majd, és az egész szakaszon csökken a zajterhelés – egyebek között a zajvédő falak jóvoltából,  javul a személyszállítási szolgáltatás minősége, rövidül az utazási és áruszállítási idő, valamint érzékelhetően javul a vasúti közlekedés biztonsága ezen a szakaszon.
A Konzorcium vezető cége a Swietelsky Vasúttechnika Kft., partnerei: a Szentesi Vasútépítő Kft., a Swietelsky GmbH, a Magyar Aszfalt Kft. és a Közgép Építő- és Fémszerkezetgyártó Zrt.
A rekonstrukció által érintett közel 116 kilométer hosszú vasúti pályát a GYSEV Zrt. a fuvarozásból származó árbevételek kiesésének minimalizálását szem előtt tartva, a hazai gyakorlattól eltérően – külföldi példák alapján –, a munka volumenéhez képest rövid vágányzári idők alatt, intenzív munkavégzéssel kívánta megvalósítani.
A szállítási tevékenység gazdaságosabb alkalmazásának mielőbbi elérése érdekében a vasútvonal rekonstrukciójának teljes megvalósítását is rövid, összesen 22 hónapos kivitelezési időtartamban határozta meg, mely két téli időszakot foglal magában.
A 2009. július 28-án megkötött szerződés e feltételeket vette figyelembe, és nagy tempóban megkezdődött az első építési szakasz kiviteli terveinek elkészítése. A tervezés és a kivitelezés organizációs előkészítése, valamint a jóváhagyó szervezetek tervmódosítást igénylő követelményei egy időszakban történő végrehajtása komoly összehangolást és folyamatos módosítást igényelt a kivitelezés szervezésében dolgozó szakemberektől.
A feladatokhoz hangolt generál ütemterv határpontjai és főbb munkafázisai megtartása mellett a kiszolgáló és melléklétesítményi kivitelezések a tervezés befejezéséig rugalmasan követték az elvárásokat.
Az első előkészítési szakasz célja az volt, hogy a 2009. október 1-jén megkezdett Szombathely–Körmend vonalszakasz kivitelezési munkája a rendelkezésre álló két hónap alatt jóváhagyott kiviteli tervekkel, ezek alapján elvégzett előkészítési, anyagbeszállítási és organizációs feltételekkel rendelkezzen. A vonalszakasz 24 kilométer hosszúságban történő átépítéséhez biztosított vágányzár – az előzetes terveknek megfelelően – 2009. november 30-án befejeződött.
Közben folyt a következő szakaszok tervezése, előkészítése, melynek eredményeképpen a Harka–Szombathely vonalszakasz kivitelezésére 2010. április 1. és 2010. május 31. között megtartott vágányzárban került sor.
A feladat elvégzése során érintett települések a koncentrált munkavégzéssel egy naponta változó útlezárási programmal és ehhez tartozó közlekedési lehetőségekkel találkoztak. 
A kivitelezés ütemezésekor végzett önkormányzati egyeztetések alapján az ütemtervbe bekerült a lakosság helyi és országos ünnepi rendezvényeinek feltétele is. A megvalósítás során a szélsőséges időjárás, a rendkívül sok csapadék miatt a környező vizek magas vízállása szintén többletenergiát kívánt a kivitelezőktől.
A folyamatos vágányzárak közötti időszakban az előkészítési és utómunkák megvalósítását rövid éjjeli vágányzárakban végezték a szakági kivitelezők. A következő átépítendő vonalszakasz a 2010. szeptember 1. és 2010. október 31. között lezárásra kerülő Körmend–Szentgotthárd–országhatár, melynek befejezésével a kivitelezési időszak vágányzári programja befejeződik.
A pálya- és felsővezeték-építési szerződés keretein belül a vonalon 22 hónap alatt az alábbi munkarészek valósulnak meg:
- kiviteli tervek készítése minden munkarészre, pályageometria tervezése 120 km/h-ra;
- nyíltvonali és állomási átmenő vágányok átépítése 60 E1 rendszerű sínnel, betonaljakkal;
- állomási mellékvágányok átépítése használt MÁV 48 rendszerű sínnel;
- 55 cm magas utasperonok építése;
- az alépítmény megerősítése 70 MPa teherbírási értékre;
- két nagy acélhíd építése (a Pinka patak fölött 26,00 m nyílású és a Lapincs patak fölött 37,60 m nyílású);
- kisműtárgyak, kerethidak átépítése és felújítása;
- útátjárók és csatlakozó utak átépítése (79 útátjáró);
- felsővezetéki hálózat megépítése Szombathely–Szentgotthárd között;
- új vonal- és energiaellátó kábel fektetése.

A kivitelezés során beszállításra kerülő mintegy egymillió tonna anyag munkaterületre juttatásához és beépítéséhez körültekintő logisztikai tevékenységre van szükség.
A szakasz átépítésének technológiai tervezése más szempontból is nehézségeket okozott, mivel a vonal az országhatárnál ér véget, és közben nincs teherszállításra használható vasúti kapcsolat, az anyagok vasúti beszállítása csak egy irányból, Szombathely felől valósítható meg, így az egyes munkarészek műveleti sorrendjére és a vágány folytonosságának megszüntetésével járó munkákra különös gondot kellett fordítani. A beépítendő anyagok méretük (120 m-es hosszúsínek) vagy mennyiségük (126 000 db betonalj) miatt nem szállíthatók közúton.
A Körmend–Szentgotthárd közötti acélhidak megvalósítása és az acélhidak között kiágazó folyamatos üzemben működő iparvágányok kiszolgálása újabb szervezési feladatot jelentett. A kivitelező Savaria 2009 Konzorcium vállalatai és dolgozói az elvárásoknak megfelelő rövid kivitelezési idő alatt, a legmodernebb technológiai eszközök alkalmazásával és a szerződésben vállalt befejezési határidő betartásának figyelembevételével végzik tovább tevékenységüket.

## Galéria

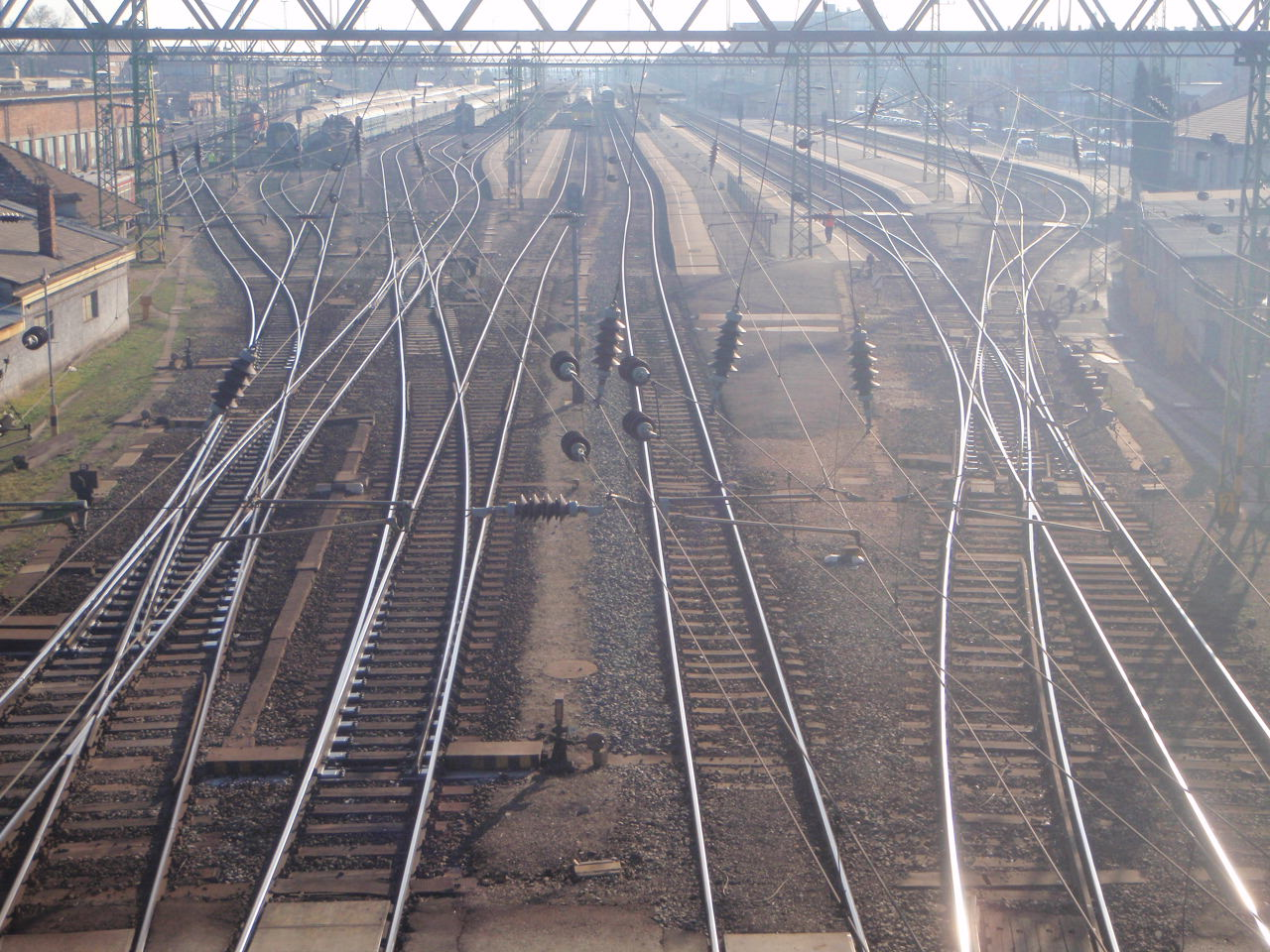
Szombathely vasútállomása
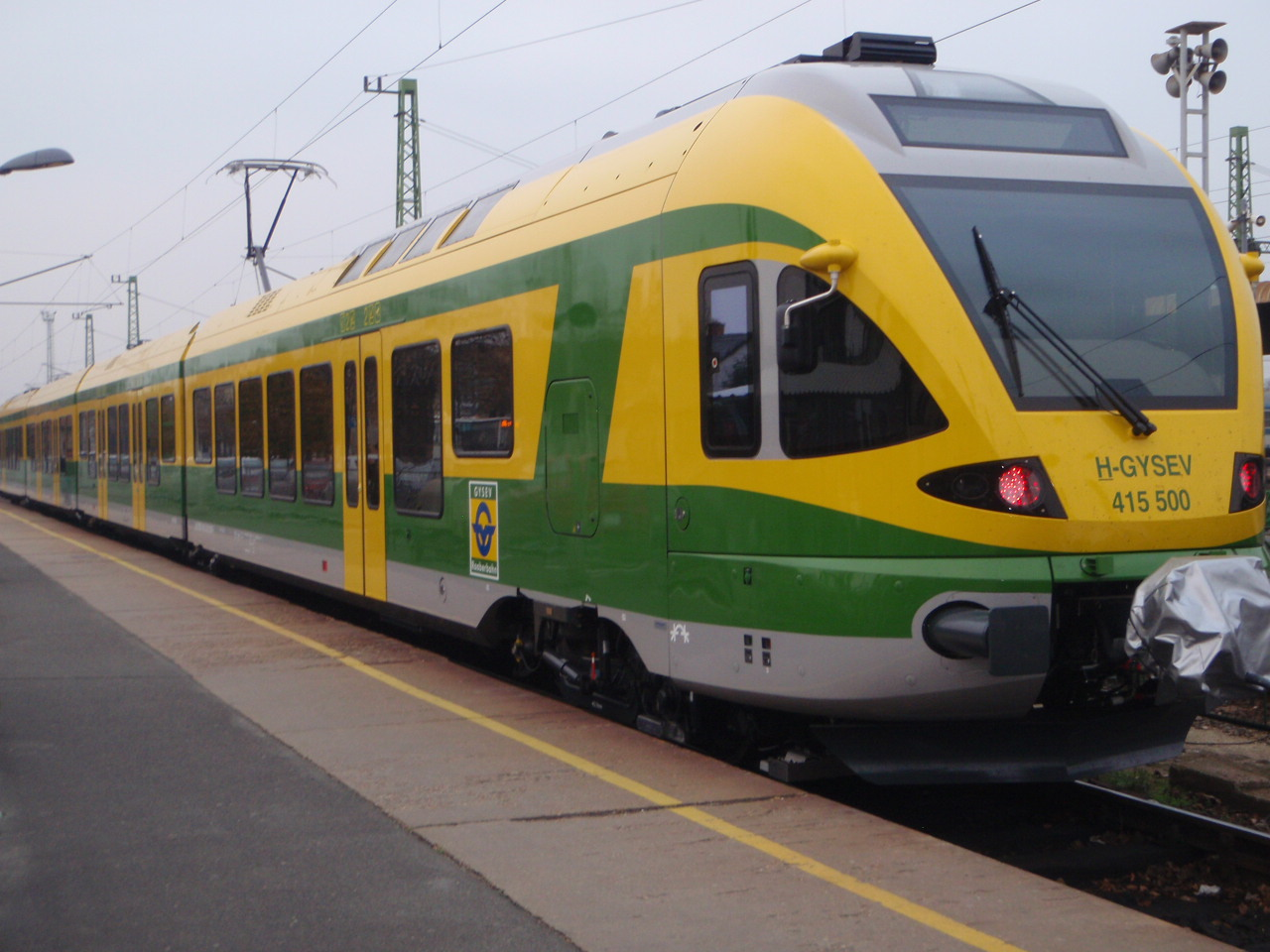
A vonalra 4 db Stadler FLIRT érkezett
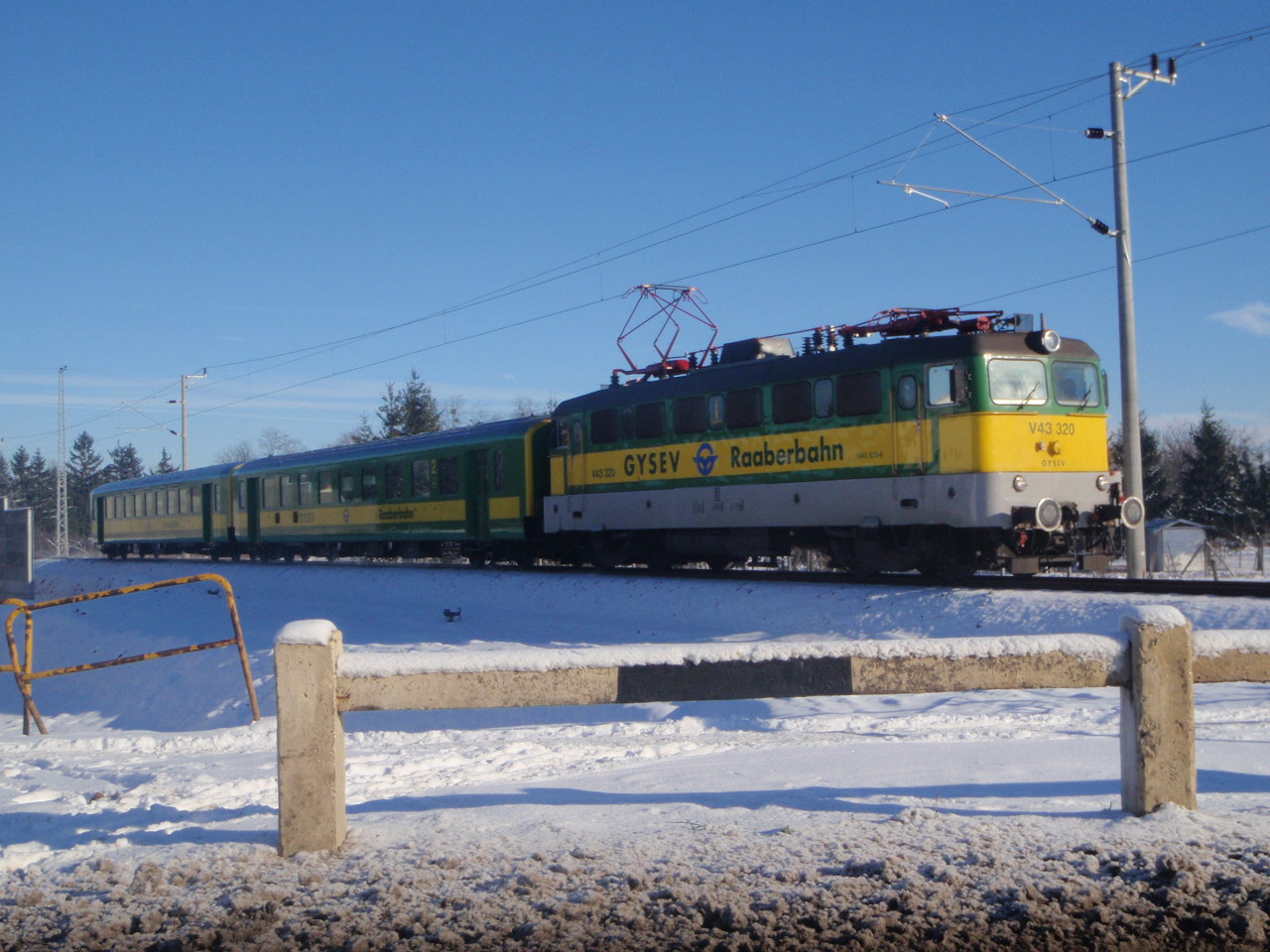
Személyvonat Szombathelynél
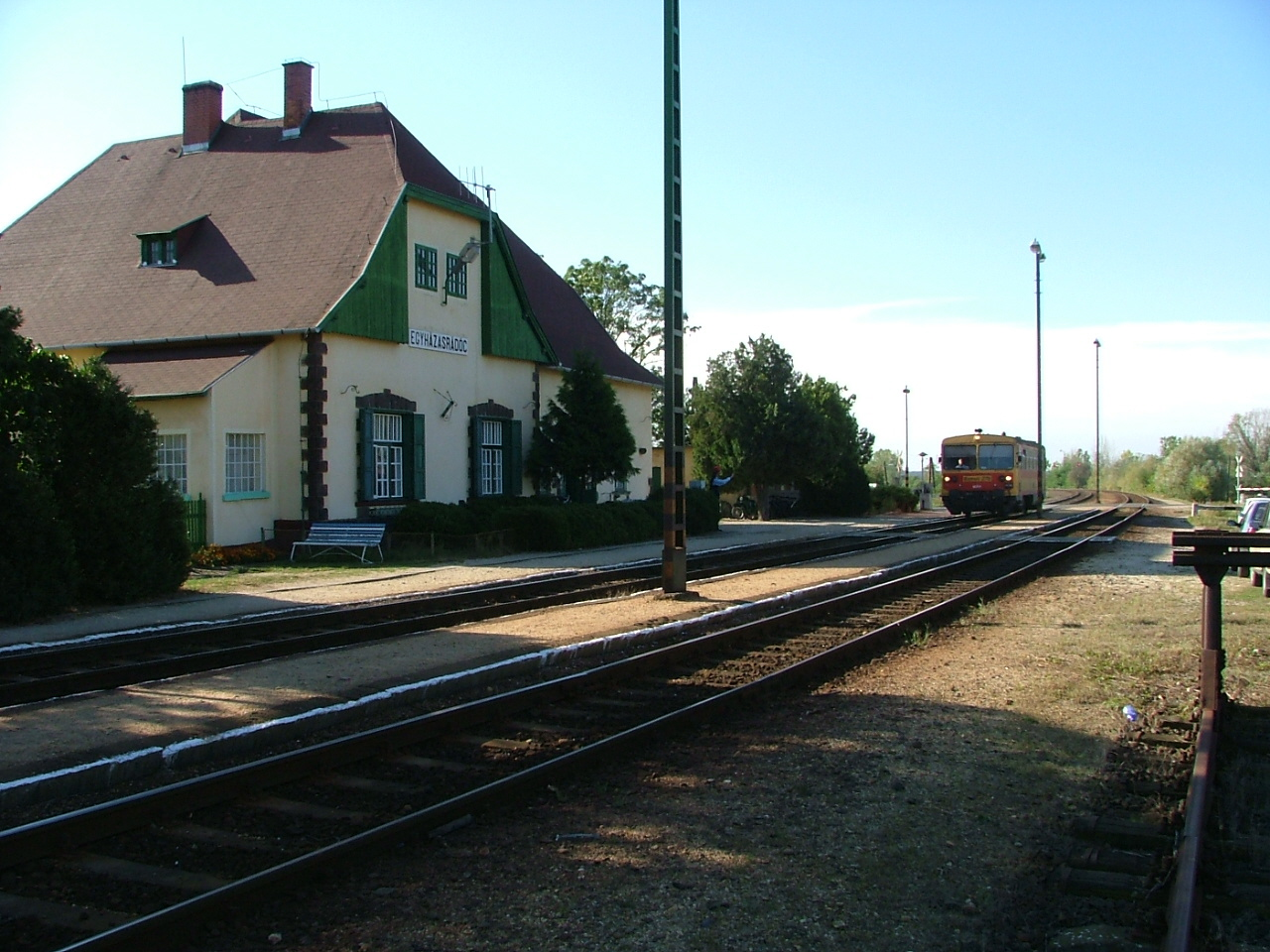
Egyházasrádóc vasútállomása a MÁV korszakban
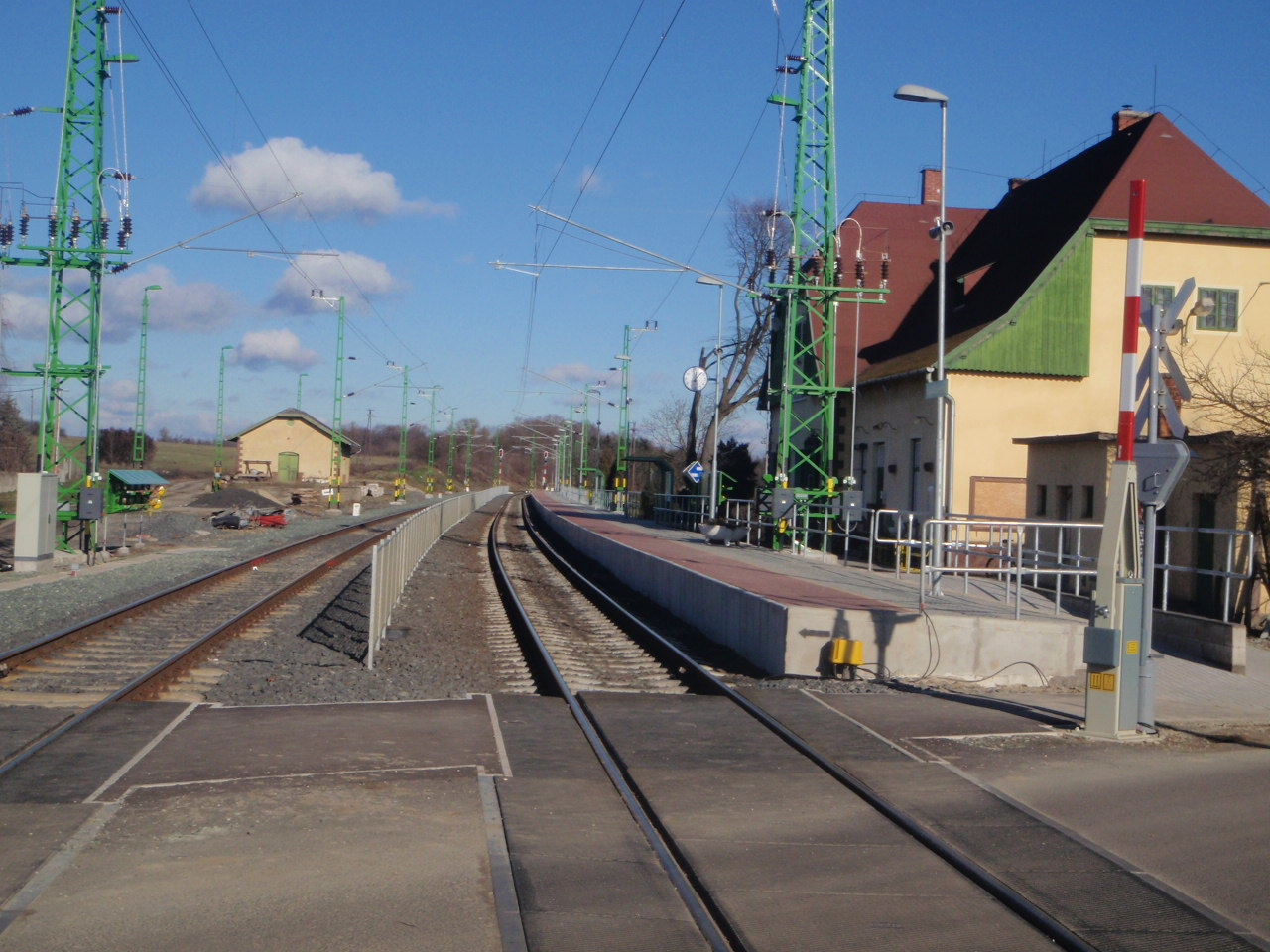
Egyházasrádóc újjáépített vasútállomása
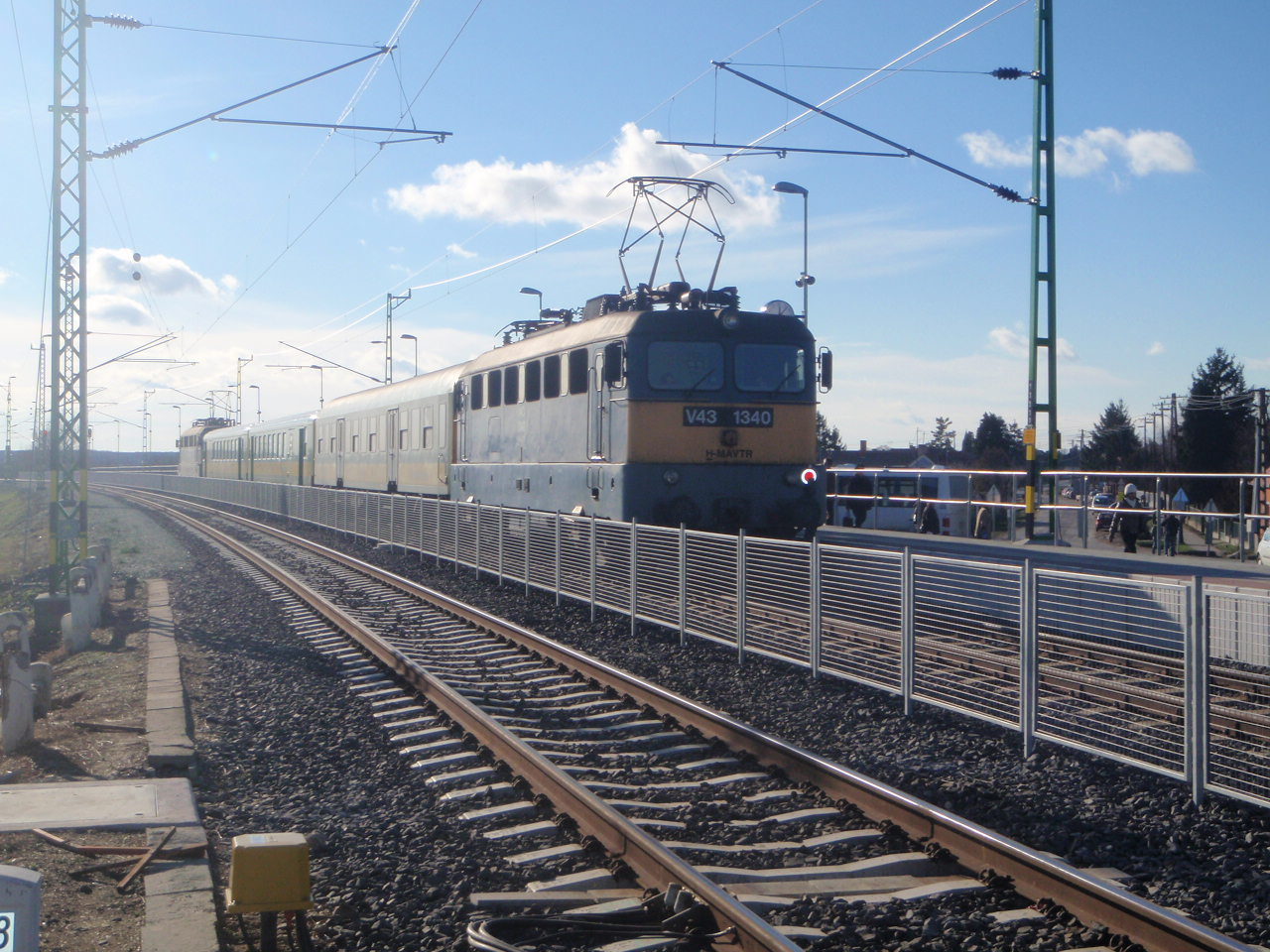
Egyházasrádóc vasútállomásának déli bővítése, közvetlen átszállási lehetőséggel az autóbusz-megállóhoz
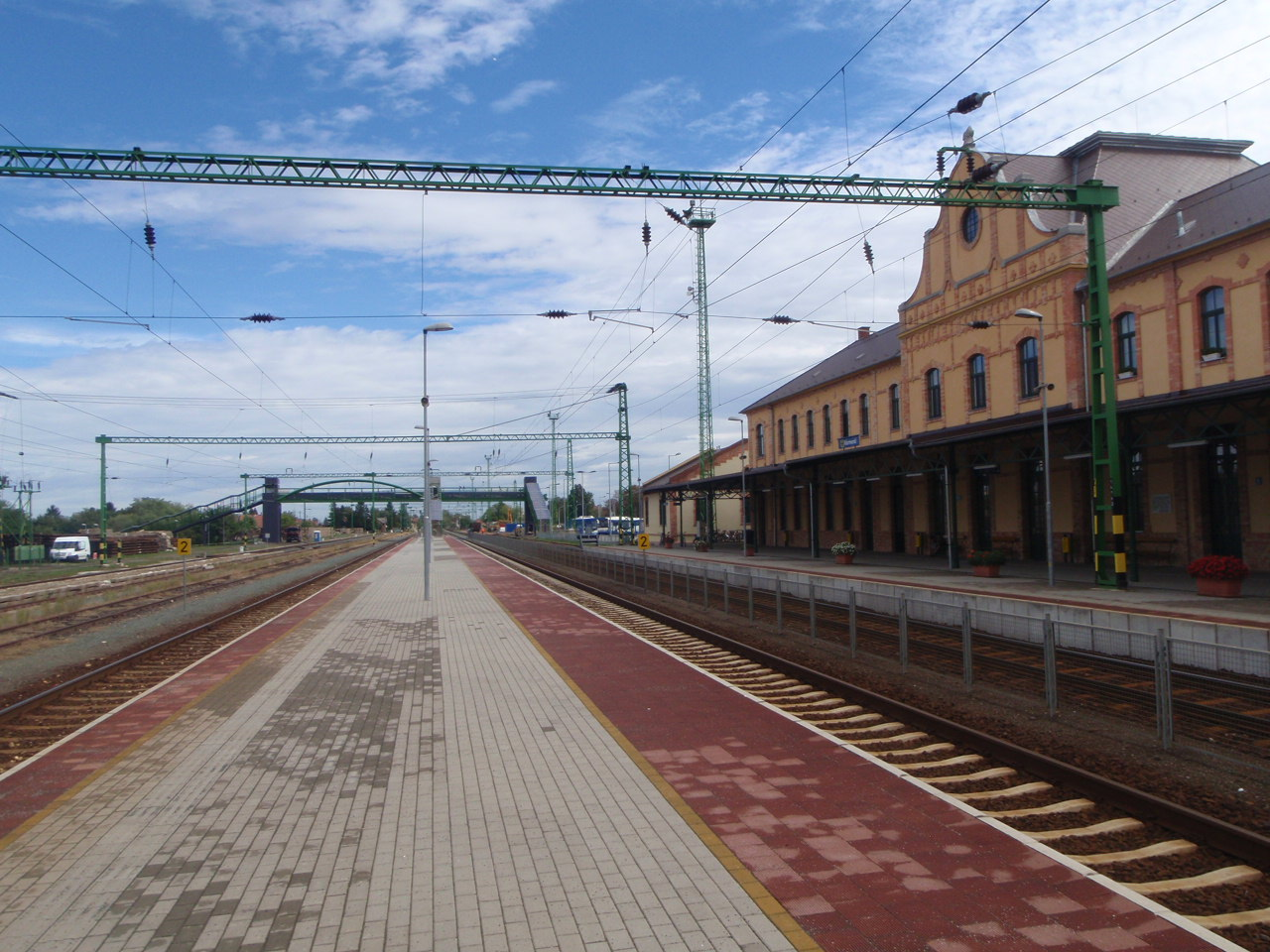
Körmend vasútállomása
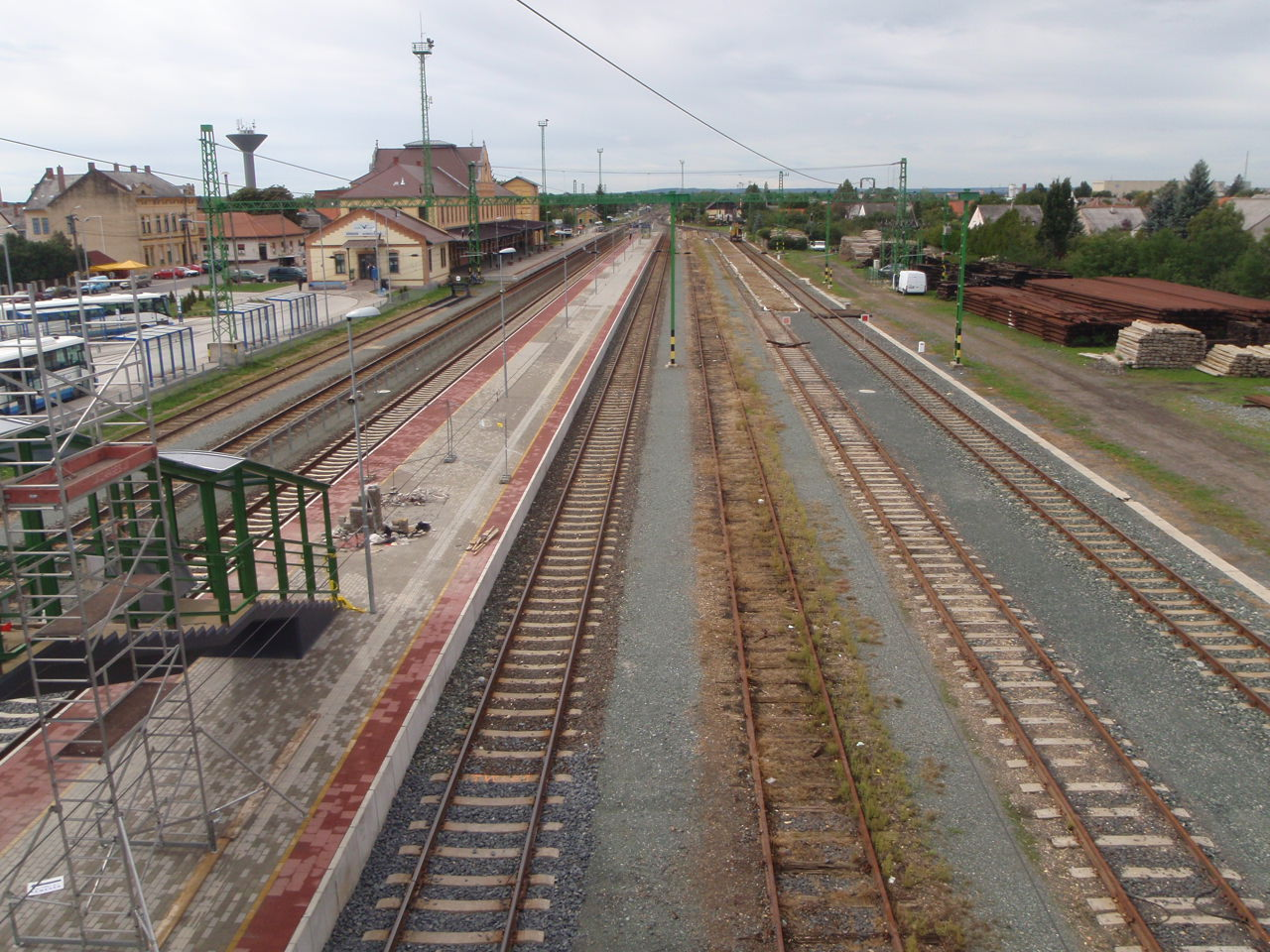
Az állomás a gyalogos felüljáróról
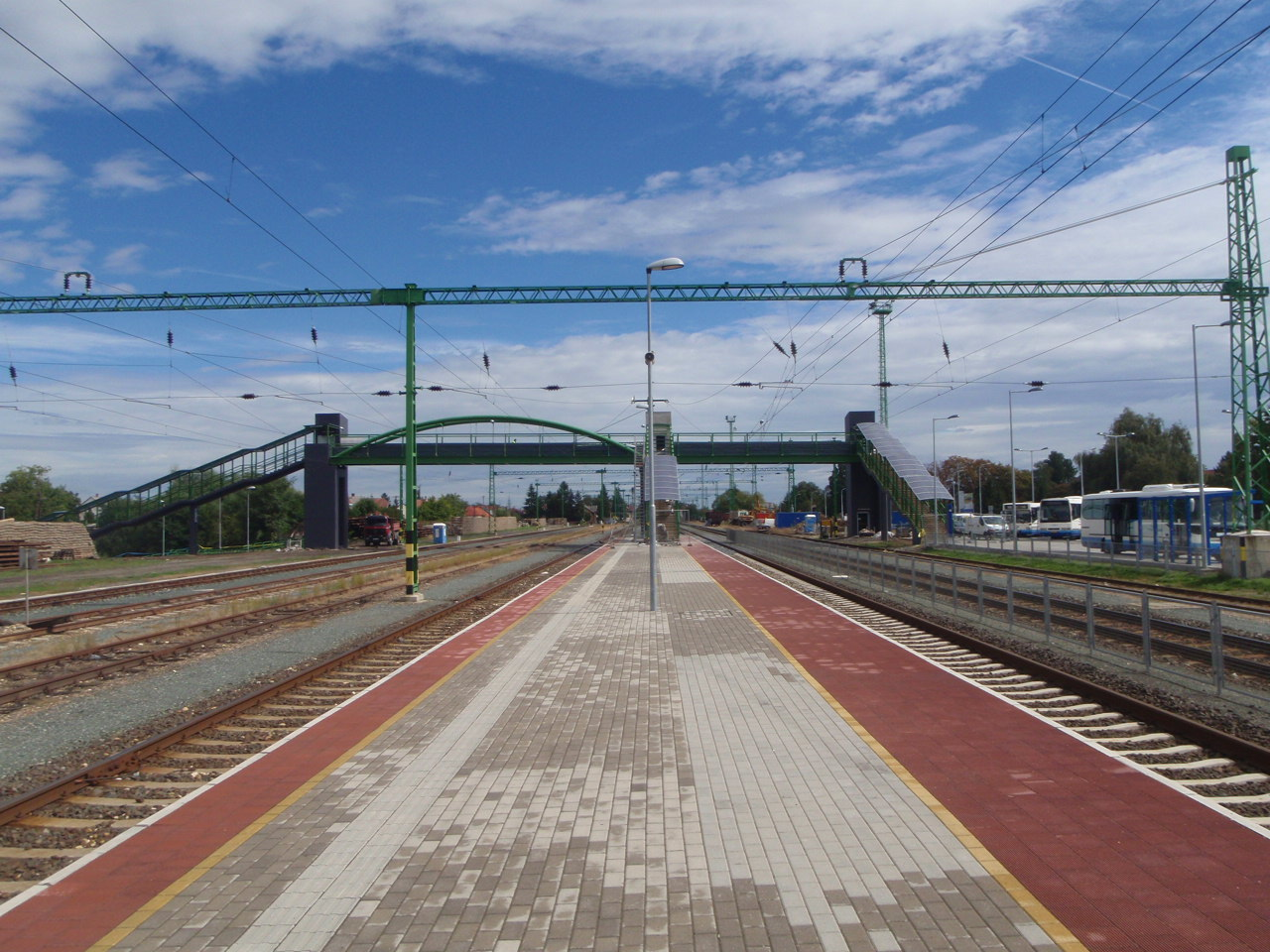
Körmend - a 2013-ban épült gyalogos felüljáró
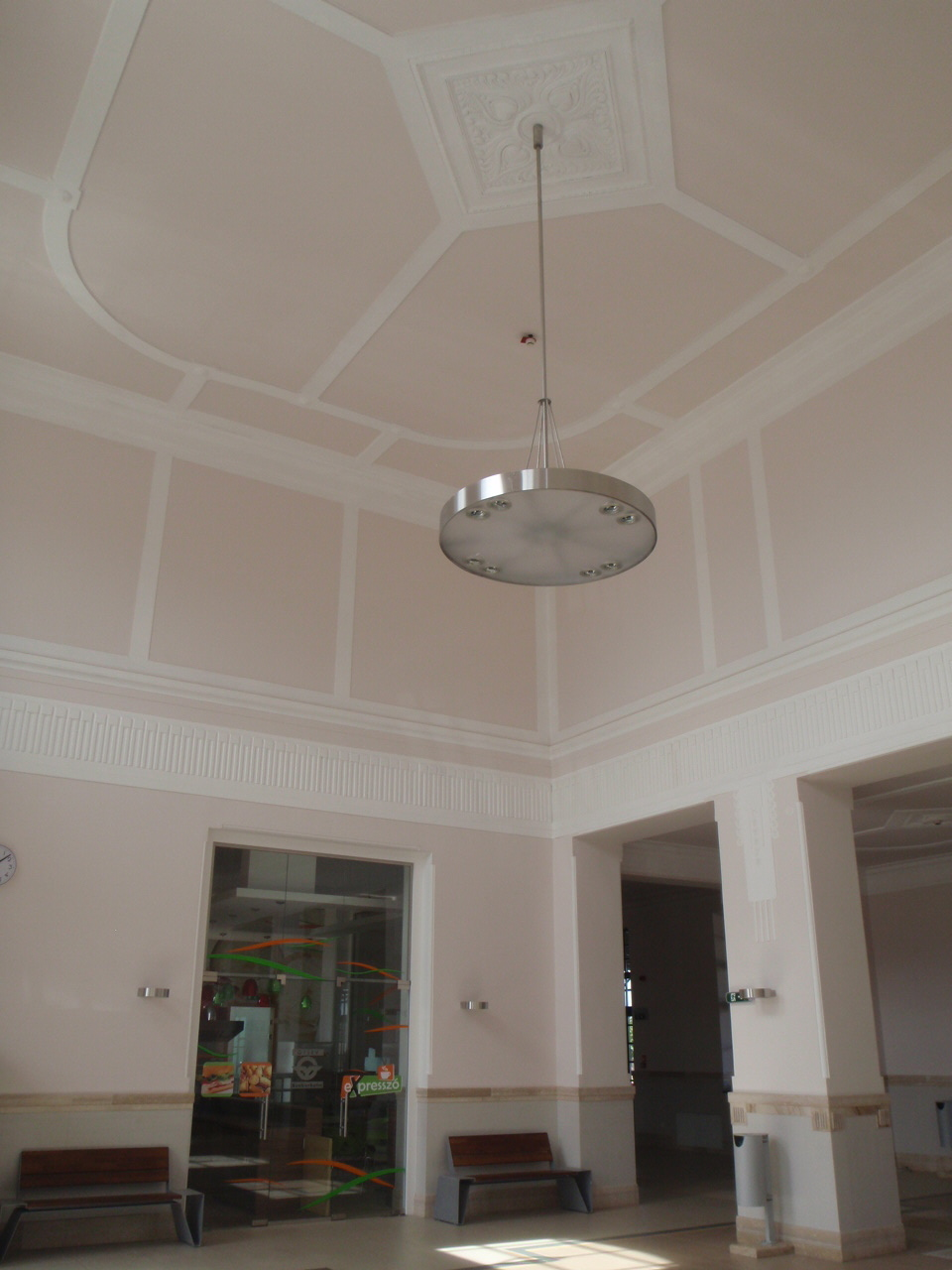
Körmend - pénztár és váróterem
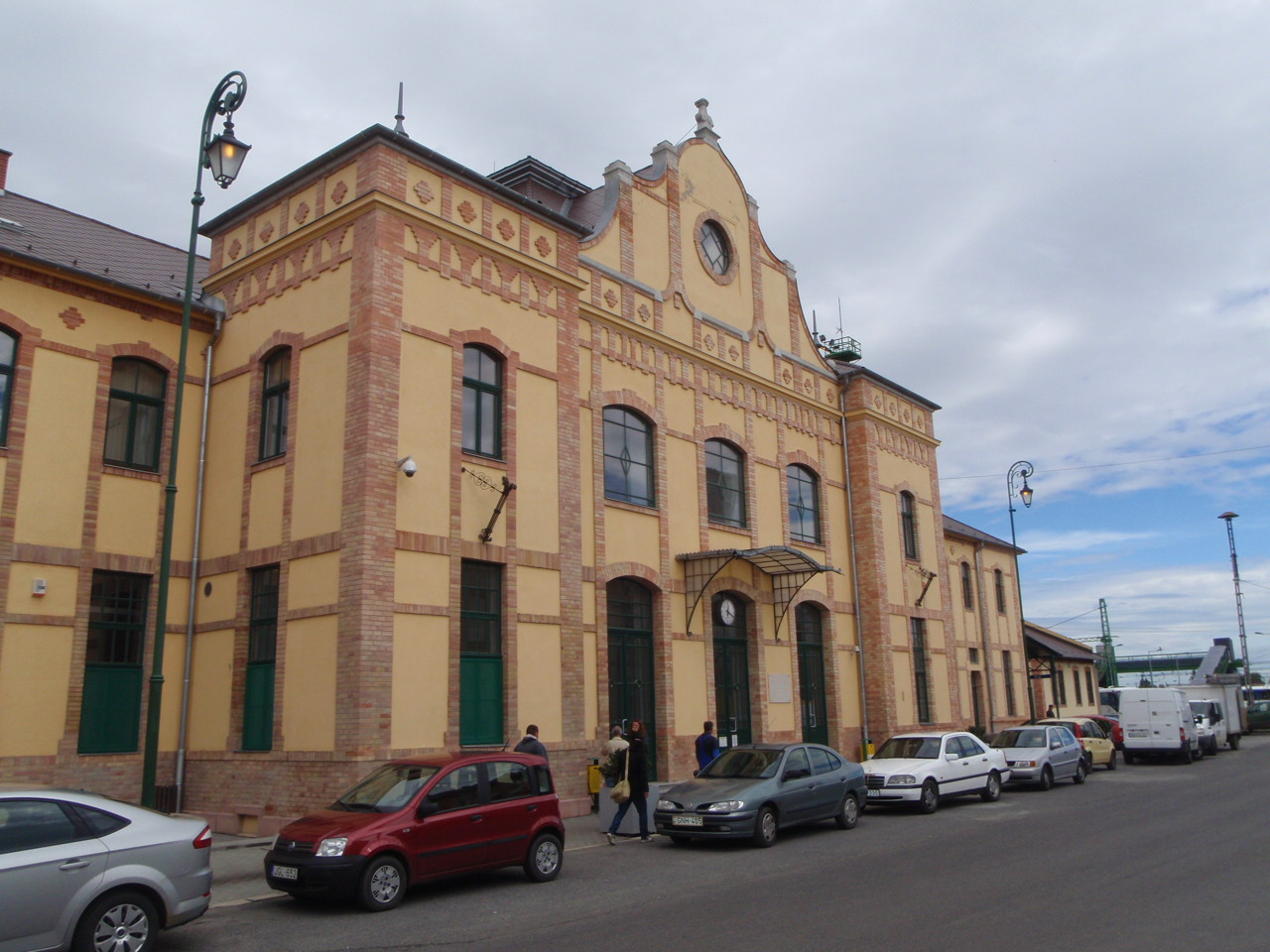
Körmend vasútállomása utcai homlokzata
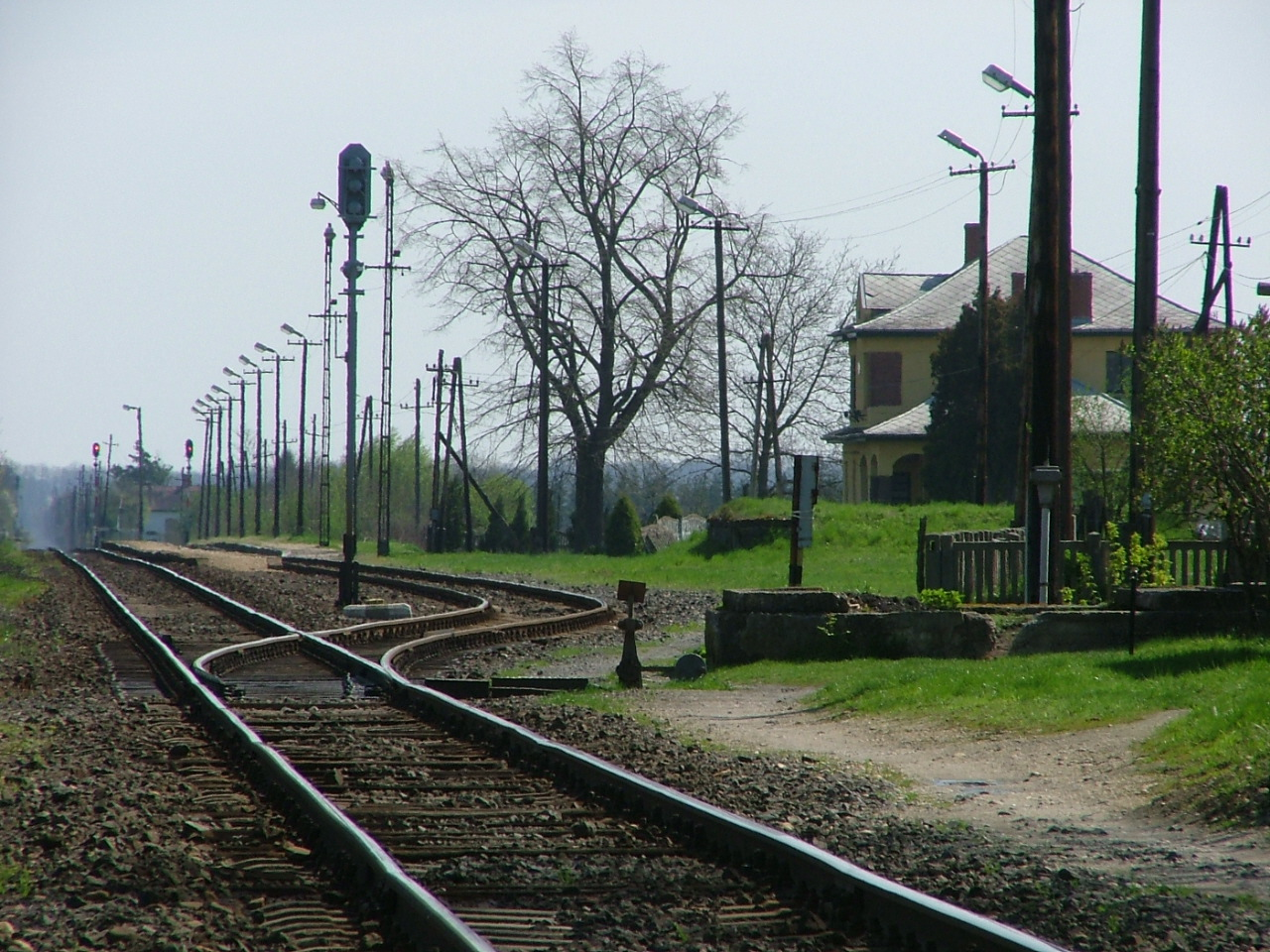
Rátót vasútállomás, átépítés előtt
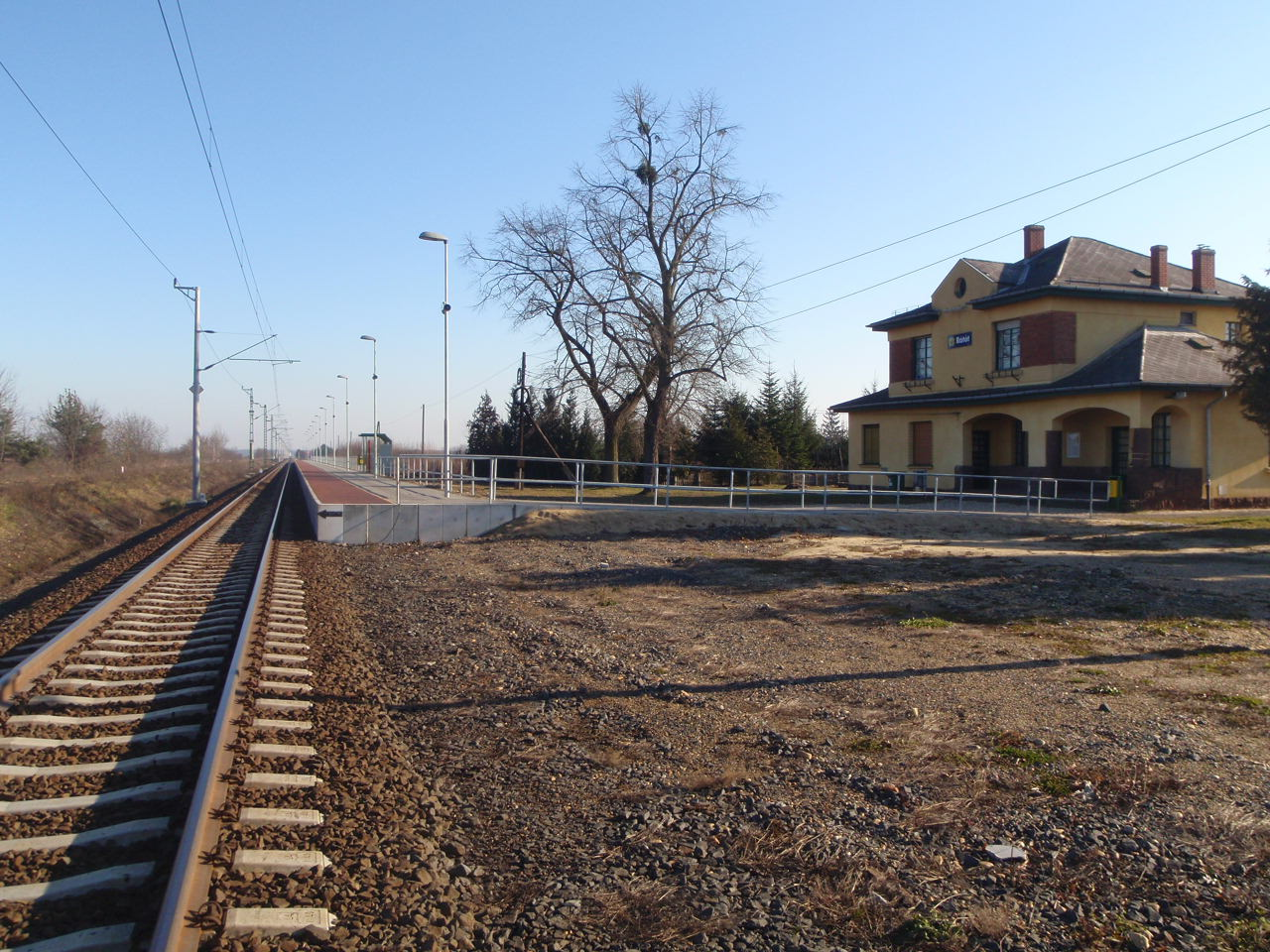
és Rátót állomása ma
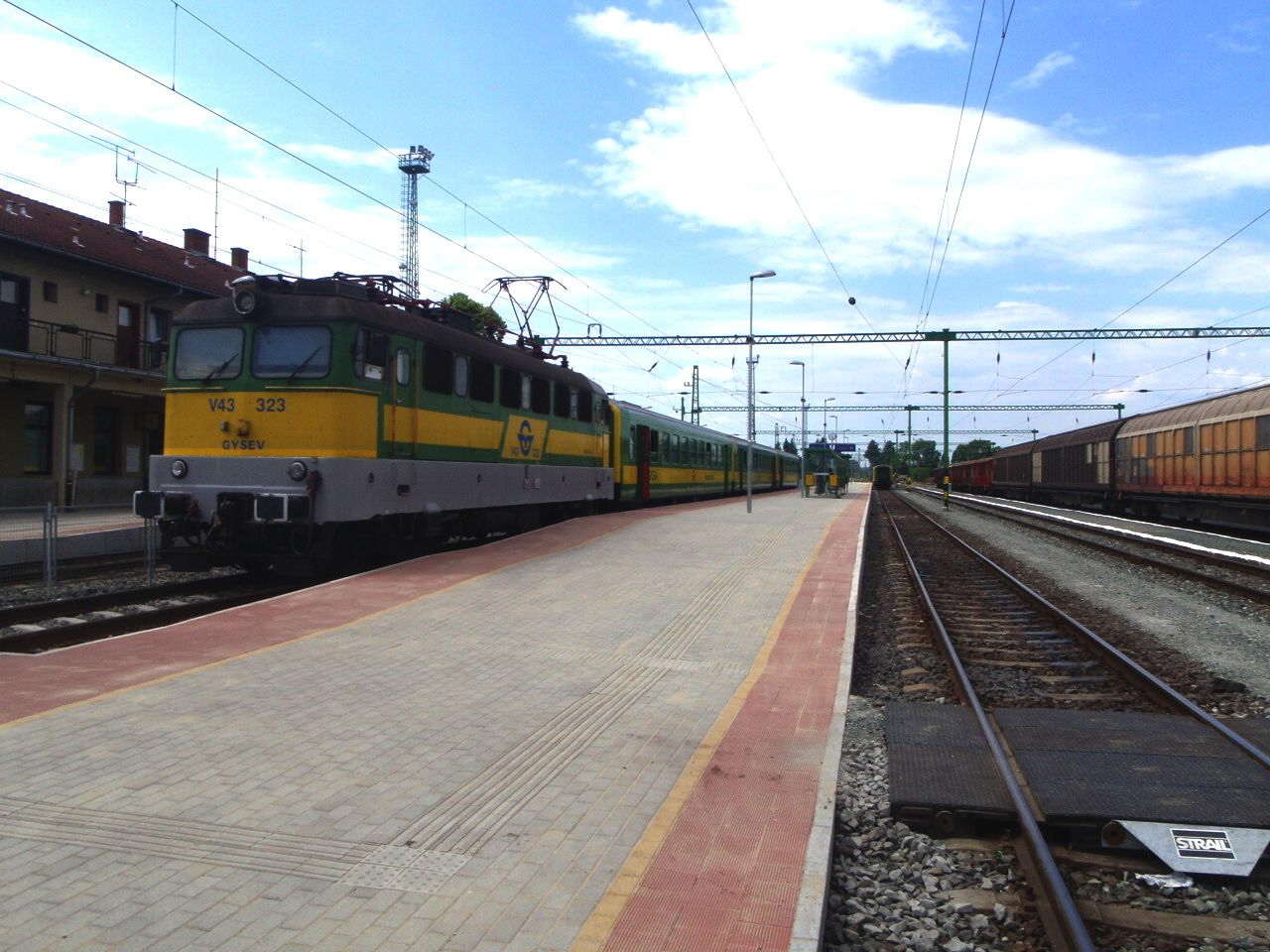
Szentgotthárd vasútállomása